# 連桷璋
連桷璋（英語：Dalu Lin Kok-cheung，1989年—），前香港大埔區議會廣福及寶湖選區議員，大埔民主聯盟成員。
2019年11月24日，連桷璋首次參與區議會選舉，在廣福及寶湖選區以3,768票，擊敗得2,804票的黃碧嬌，和得31票的郭樹仁，成功當選。
2021年5月9日，連桷璋在區議員宣誓條例通過前夕，決定辭任大埔區議員。他指出自己很久之前已經有辭任決定，又指每一日累積的無力感，加上自己的區議員身份帶來掣肘，稱自己的精神消耗得好快。

## 外部連結
- 連桷璋Facebook專頁 （页面存档备份，存于）

| 議會席位      | 議會席位                                      | 議會席位    |
| ------------- | --------------------------------------------- | ----------- |
| 前任： 黃碧嬌 | 大埔區議會廣福及寶湖選區 2020年—2021年5月10日 | 繼任： 懸空 |